# ナルドゥルグ

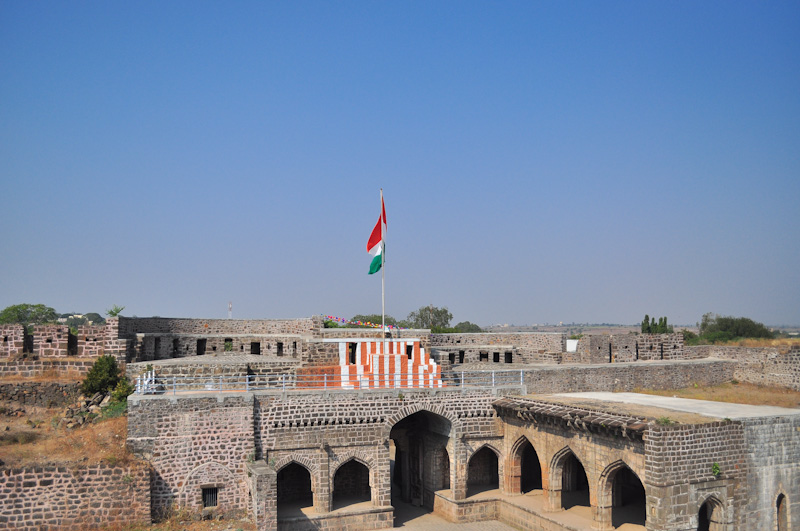
ナルドゥルグ城

ナルドゥルグ（マラーティー語：नळदुर्ग、Naldurg）は、インドのマハーラーシュトラ州、ウスマーナーバード県の都市。

## 歴史
カリヤーニのチャールキヤ朝の時代、ナララージャ（Nalaraja）によって建設された。また、ナルドゥルグ城も建設された。
14世紀にはバフマニー朝、16世紀にはビジャープル王国の支配下にあった。
1686年、ムガル帝国の支配下に置かれた。
1724年、ニザーム王国の支配下にはいり、1948年までその支配下にあった。

## 人口
- 2011年 の統計では、18,341人[1]。

## 地理
ナルドゥルグは北緯17度49分 東経76度18分 / 北緯17.82度 東経76.3度に位置している。ムンバイーから438 kmの地点にある